# 淅川和尚岭与徐家岭楚墓群
淅川和尚岭与徐家岭楚墓群位于河南省淅川县丹江口水库西岸的仓房镇，其中和尚岭楚墓群位于陈庄村东南1公里的长岭上，1989年，丹江口水库水位下降，和尚岭楚墓被盗，后被淅川县公安局收缴回了一部分文物。徐家岭楚墓群位于沿江村。这两个墓群分别在1992年和2007年被评为全国十大考古新发现之一。整个楚墓群对研究楚都丹阳、楚国历史文化的发展、楚国与周边诸侯国的关系、当时的礼乐制度以及古文字书法等方面都有着极为重要的参考价值。

## 出土重点文物
和尚岭楚墓出土的克黄升鼎、曾太师奠鼎、卷云纹填漆鼎、鸟嘴兽纹鼎、画像铜壶、仲姬敦、镇墓兽座等都是文物精品。徐家岭楚墓出土的青铜神兽尤为珍贵。
- 克黄升鼎，无盖，大口，方唇外折，长方形立耳外撇，颈部内收，腰束，腹部微鼓，平底，蹄足。鼎耳饰三角纹，颈部饰蟠螭纹，并有两个兽形饰。束腰处饰绹索纹，腹部饰垂鳞纹。底部有铭文[克黄之升]。这个鼎是目前中国境内发现最早的楚国升鼎。[2]
- 曾太师奠鼎，通高46厘米，口微敛，口下有一周凸起的箍，箍上承盖，长方形附耳微外撇，弧腹，圆底，蹄足较高且外撇。盖微鼓，盖的正中有一周陶索纹，内有两条陶索纹呈十字交叉将其分为四等份，每份内各饰一条龙，两条陶索纹的两端饰圆涡纹，其间为由一周陶索纹和三周蟠螭纹组成的带状纹。盖钮是一个桥形钮，钮的两端是兽头。[3]
- 卷云纹填漆鼎，在阴刻的细线卷云纹等纹饰内填满黑漆，并打磨光亮，此种工艺较为罕见。[1]
- 画像铜壶器，表面饰满铸造时镶嵌上去的七层红铜画像，每层又分数组，既有展翅欲飞的凤鸟，头上有角、双手似翼的仙人，还有凶猛的老虎，奔跑的山羊等，整个画像布局严谨，左右对称，栩栩如生。[1]
- 仲姬敦，该器残缺一个环形钮。整体呈圆球形。由盖、身合成。盖和身均呈半球形。盖、身近口处各有两个对称的环钮。
- 镇墓兽座，呈正方形，方座的四角由底到上弧线内收，盝顶。方座四面的花纹相同，上面为两只变形的凤，下面是两只老虎，正中是圆形涡纹，边框和凤、虎间饰有对顶三角形纹。[4]对于“鎮墓獸座”的用途，目前专家的看法尚有分歧[5]
- 薳子受钮钟，此编钟为钮钟，共九件，形制相同，大小相次，钟体为合瓦形，较长，“舞部”上面是双龙组成的钮，“舞部”饰蟠螭纹。钮钟两面各有十八个“枚”（景）。“鼓部”正面饰蟠龙纹，龙首相对，躯体较大，做侧身状，“鼓部”的内壁有长条形。“篆部”饰三角纹或龙纹，“钲部”和左、右“鼓部”有铭文，与钟同时出土还有悬钟的铜挂钩。此钮钟是楚国乐器，为近年来出土的一套组合完整、较为精致的青铜编钟，对古代音乐研究具有重要的价值。[6]
- 青铜神兽，共出土两尊，高48厘米，张口，吐舌，头上六龙探首，头伸不同方向，颈部、身体、尾巴为老虎的造型，足为龟足。兽身脊背正中铸一方座，座上又有一怪兽作直身欲搏状，其口内衔有一龙，龙的头上有三个角，吐舌，躬身。整个器物通身饰龙、凤纹和云纹，满嵌绿松石。关于其用途，学术界尚有争议，有认为可能是悬鼓用的鼓架，有的认为是编磬架。[7]

## 参看
- 下寺古墓群
- 克黄